# Le Poët-en-Percip
Le Poët-en-Percip (okzitanisch: gleichlautend) ist ein Ort und eine Gemeinde mit 22 Einwohnern (Stand 1. Januar 2022) im Département Drôme in der südfranzösischen Region Auvergne-Rhône-Alpes. Seit 2015 gehört der Ort zum „Parc naturel régional des Baronnies Provençales“.

## Lage
Le Poët-en-Percip liegt in ca. 1030 m Höhe am Ende einer langen, kurvenreichen und steilen Höhenstraße, die aus der ca. 42 km (Fahrtstrecke) nordwestlich gelegenen Kleinstadt Nyons kommend über Buis-les-Baronnies führt.

## Bevölkerungsentwicklung
| Einwohner                  | 108 | 140 | 83 | 31 | 17 | 18 |
| Quellen: Cassini und INSEE |     |     |    |    |    |    |

Der kontinuierliche Bevölkerungsrückgang im Wesentlichen auf die abgelegene Lage des Ortes und den Verlust an Arbeitsplätzen infolge der Mechanisierung der Landwirtschaft zurückzuführen.

## Wirtschaft
Die Einwohner des Ortes lebten jahrhundertelang als Selbstversorger von der Landwirtschaft (Feldbau und Viehzucht). Auch Wein wurde angebaut; der Ort besitzt auch heute noch das Recht zur Vermarktung seiner Weintrauben über die Appellationen Comtés Rhodaniens, Coteaux des Baronnies, Mediterranée und Drôme;, doch wird wegen der Höhenlage kaum noch Wein angebaut. Stattdessen finden sich in kleinerem Umfang Oliven-, Aprikosen-, Kirsch- und Apfelbäume; außerdem gibt es zahlreiche Lavendelfelder. Seit den letzten Jahrzehnten des 20. Jahrhunderts spielt der Tourismus in Form der Vermietung von Ferienwohnungen (gîtes) eine wichtige Rolle im Wirtschaftsleben des Ortes.

## Geschichte

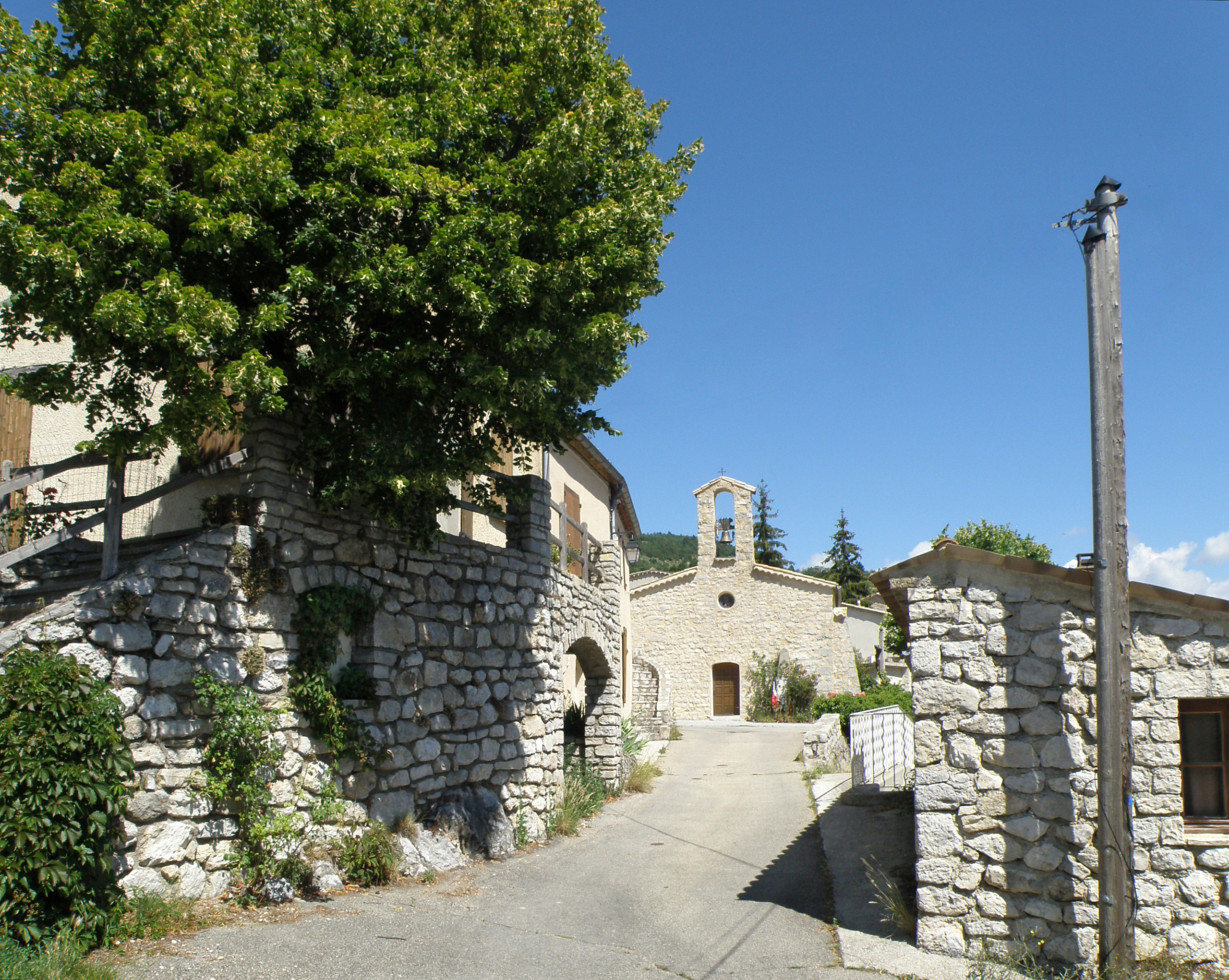
Ortszentrum mit Eglise St. Simon

Der Ortsnamensteil Poët leitet sich ab von dem lateinischen Wort podium bzw. von den okzitanischen Wörtern Puy oder Pic, die allesamt ‚Gipfel‘ oder ‚Bergspitze‘ bedeuten. Le Poët-en-Percip war ein historisches Zentrum der Baronnies und war im Mittelalter Residenz einer adligen Dame mit Namen Domina Percipia. Unter dem Ancien Régime war es eine eigenständige Gemeinde mit einer selbstverwaltenden Bürgerversammlung.

## Sehenswürdigkeiten
- Das Dorfbild ist durch verschiedene aus Bruchstein gemauerte Gebäude geprägt.
- Das Château de Brotin war ein befestigtes Haus (maison forte).
- Die Pfarrkirche (Église Saint-Simon) ist ein einschiffiger Bau mit einem schmucklosen Portal, einem Rundfenster und einem hochaufragenden Glockengiebel (clocher mur). Das Kirchenschiff ist gewölbt und hat einen schlichten Taufstein, der heute als Weihwasserbecken genutzt wird.